# Alincthun
Alincthun és un municipi francès situat al departament del Pas de Calais i a la regió dels Alts de França. L'any 2007 tenia 355 habitants.

## Demografia

### Població
El 2007 la població de fet d'Alincthun era de 355 persones. Hi havia 128 famílies de les quals 24 eren unipersonals (12 homes vivint sols i 12 dones vivint soles), 32 parelles sense fills, 64 parelles amb fills i 8 famílies monoparentals amb fills.
La població ha evolucionat segons el següent gràfic:
Habitants censats

### Habitatges
El 2007 hi havia 140 habitatges, 127 eren l'habitatge principal de la família, 7 eren segones residències i 6 estaven desocupats. Tots els 139 habitatges eren cases. Dels 127 habitatges principals, 103 estaven ocupats pels seus propietaris, 20 estaven llogats i ocupats pels llogaters i 3 estaven cedits a títol gratuït; 1 tenia dues cambres, 7 en tenien tres, 42 en tenien quatre i 76 en tenien cinc o més. 101 habitatges disposaven pel capbaix d'una plaça de pàrquing. A 60 habitatges hi havia un automòbil i a 56 n'hi havia dos o més.

### Piràmide de població
La piràmide de població per edats i sexe el 2009 era:
| Homes | Edats   | Dones |
| ----- | ------- | ----- |
| 0     | 95 o +  | 0     |
| 0     | 90 a 94 | 4     |
| 0     | 85 a 89 | 8     |
| 4     | 80 a 84 | 0     |
| 8     | 75 a 79 | 8     |
| 8     | 70 a 74 | 8     |
| 4     | 65 a 69 | 4     |
| 8     | 60 a 64 | 4     |
| 4     | 55 a 59 | 4     |
| 36    | 50 a 54 | 28    |
| 8     | 45 a 49 | 12    |
| 12    | 40 a 44 | 20    |
| 16    | 35 a 39 | 12    |
| 0     | 30 a 34 | 8     |
| 16    | 25 a 29 | 0     |
| 12    | 20 a 24 | 20    |
| 16    | 15 a 19 | 8     |
| 12    | 10 a 14 | 20    |
| 8     | 5 a 9   | 8     |
| 4     | 0 a 4   | 12    |

## Economia
El 2007 la població en edat de treballar era de 234 persones, 168 eren actives i 66 eren inactives. De les 168 persones actives 157 estaven ocupades (88 homes i 69 dones) i 11 estaven aturades (5 homes i 6 dones). De les 66 persones inactives 14 estaven jubilades, 27 estaven estudiant i 25 estaven classificades com a «altres inactius».

### Ingressos
El 2009 a Alincthun hi havia 131 unitats fiscals que integraven 349 persones, la mediana anual d'ingressos fiscals per persona era de 16.487 €.

### Activitats econòmiques
Dels 16 establiments que hi havia el 2007, 3 eren d'empreses de construcció, 7 d'empreses de comerç i reparació d'automòbils, 1 d'una empresa d'hostatgeria i restauració, 1 d'una empresa financera, 2 d'empreses immobiliàries, 1 d'una entitat de l'administració pública i 1 d'una empresa classificada com a «altres activitats de serveis».
Dels 5 establiments de servei als particulars que hi havia el 2009, 1 era un taller de reparació d'automòbils i de material agrícola, 1 paleta, 1 guixaire pintor, 1 perruqueria i 1 restaurant.
L'únic establiment comercial que hi havia el 2009 era un supermercat.
L'any 2000 a Alincthun hi havia 18 explotacions agrícoles que ocupaven un total de 637 hectàrees.

## Equipaments sanitaris i escolars
El 2009 hi havia una escola maternal integrada dins d'un grup escolar amb les comunes properes formant una escola dispersa.

## Poblacions més properes
El següent diagrama mostra les poblacions més properes.